# 奧爾蒂斯 (科羅拉多州)
奧爾蒂斯（英語：Ortiz）是位於美國科羅拉多州科內霍斯縣的一個非建制地區。該地的面積和人口皆未知。

## 地理
奧爾蒂斯的座標為37°00′15″N 106°02′39″W / 37.00417°N 106.04417°W，而該地的平均海拔高度為2434米（即7985英尺）。